# 日本とリビアの関係
日本とリビアの関係（にほんとリビアのかんけい、アラビア語: العلاقات اليابانية الليبية、英語: Japan–Libya relations） では、日本とリビアの関係について概説する。

## 両国の比較
|               | リビア                      | 日本                           | 両国の差               |
| ------------- | --------------------------- | ------------------------------ | ---------------------- |
| 人口          | 677万7452人（2019年）       | 1億2626万人（2019年）          | 日本はリビアの約18.6倍 |
| 国土面積      | 176万 km²                   | 37万7972 km²                   | リビアは日本の約4.7倍  |
| 人口密度      | 4 人/km²（2018年）          | 347 人/km²（2018年）           | 日本はリビアの約86.8倍 |
| 首都          | トリポリ                    | 東京都                         |                        |
| 最大都市      | トリポリ                    | 東京都区部                     |                        |
| 政体          | 民主制                      | （民主制）議院内閣制           |                        |
| 公用語        | アラビア語                  | 日本語（事実上）               |                        |
| 通貨          | リビア・ディナール          | 日本円                         |                        |
| 国教          | イスラム教                  | なし                           |                        |
| 人間開発指数  | 0.706                       | 0.919                          |                        |
| 民主主義指数  | 2.02                        | 7.99                           |                        |
| GDP（名目）   | 520億9115万米ドル（2019年） | 5兆819億6954万米ドル（2019年） | 日本はリビアの約97.6倍 |
| 一人当たりGDP | 7685.9米ドル（2019年）      | 40246.9米ドル（2019年）        | 日本はリビアの約5.2倍  |
| 経済成長率    | 2.5%（2019年）              | 0.7%（2019年）                 |                        |
| 軍事費        | 37億5566万米ドル（2014年）  | 476億902万米ドル（2019年）     | 日本はリビアの約12.7倍 |
| 地図          |                             |                                |                        |

## 歴史

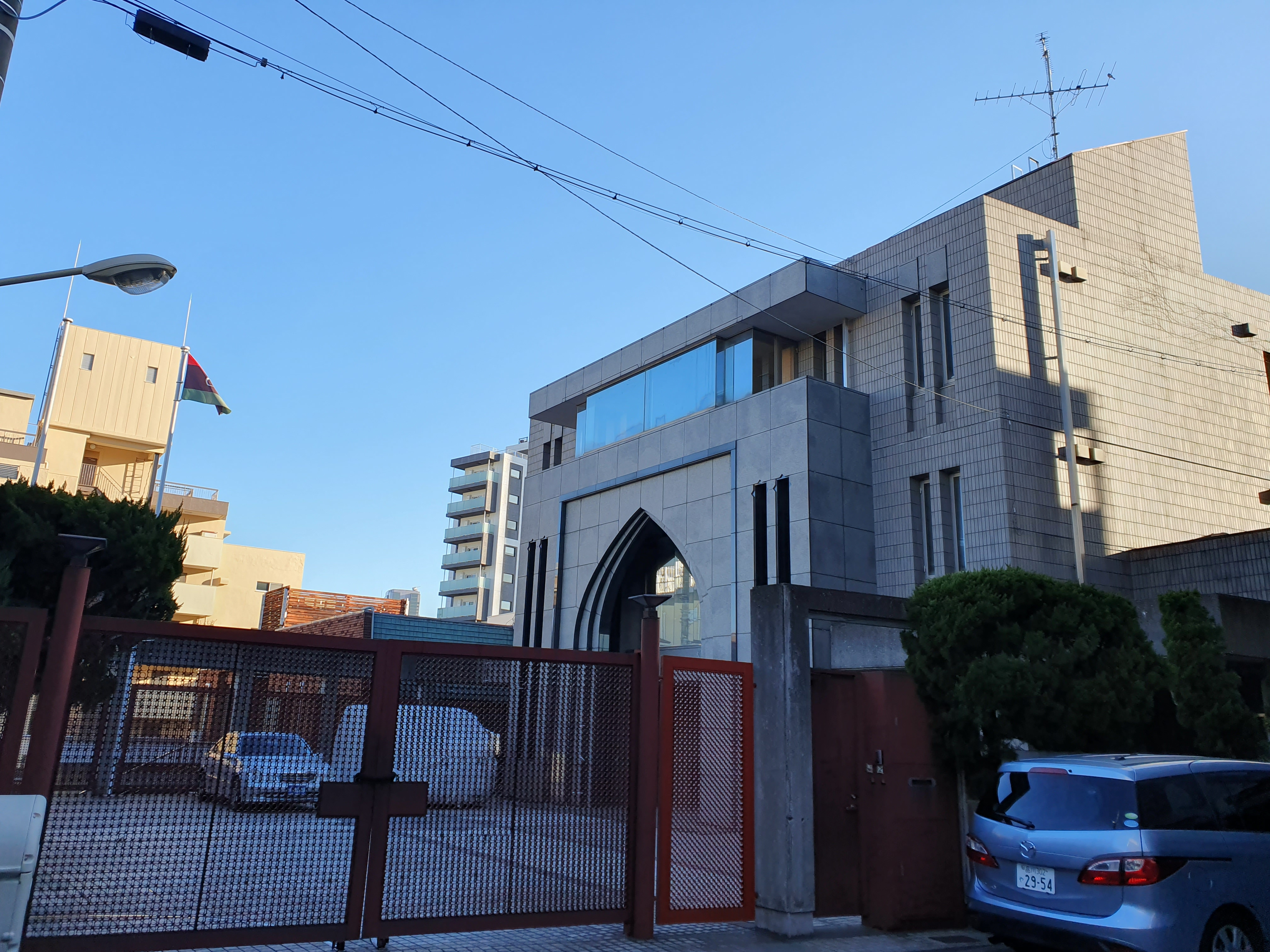
駐日リビア大使館全景（東京）

### 外交史
1957年、日本はリビア王国と外交関係を樹立。1969年にはクーデターによってムアンマル・アル＝カッザーフィー（カダフィ大佐）が独裁政権を築き「大リビア・アラブ社会主義人民ジャマーヒリーヤ国」となって社会主義へ転じるも、両国は外交関係を維持した。1973年にはトリポリに在リビア日本国大使館が開設。2011年リビア内戦の影響で在リビア日本国大使館は一時閉鎖に追い込まれるが、リビア国民評議会の政権掌握後に業務再開。しかし2014年には再び内戦が勃発し（2014年リビア内戦）、同年7月には大使館はカイロへ退避。2018年3月には、カイロからチュニスへと移転して大使館業務を継続。2024年1月15日、トリポリの在リビア日本国大使館が再開した。
一方、リビア側は1971年8月に駐日リビア大使館を開設。1980年1月にはジャマーヒリーヤ体制（社会主義的な要素を含む直接民主制）へと転じたため人民事務所へと改称されるが、カダフィ政権終焉後の2011年9月にはリビア大使館へと名称が戻っている。

### リビア内戦

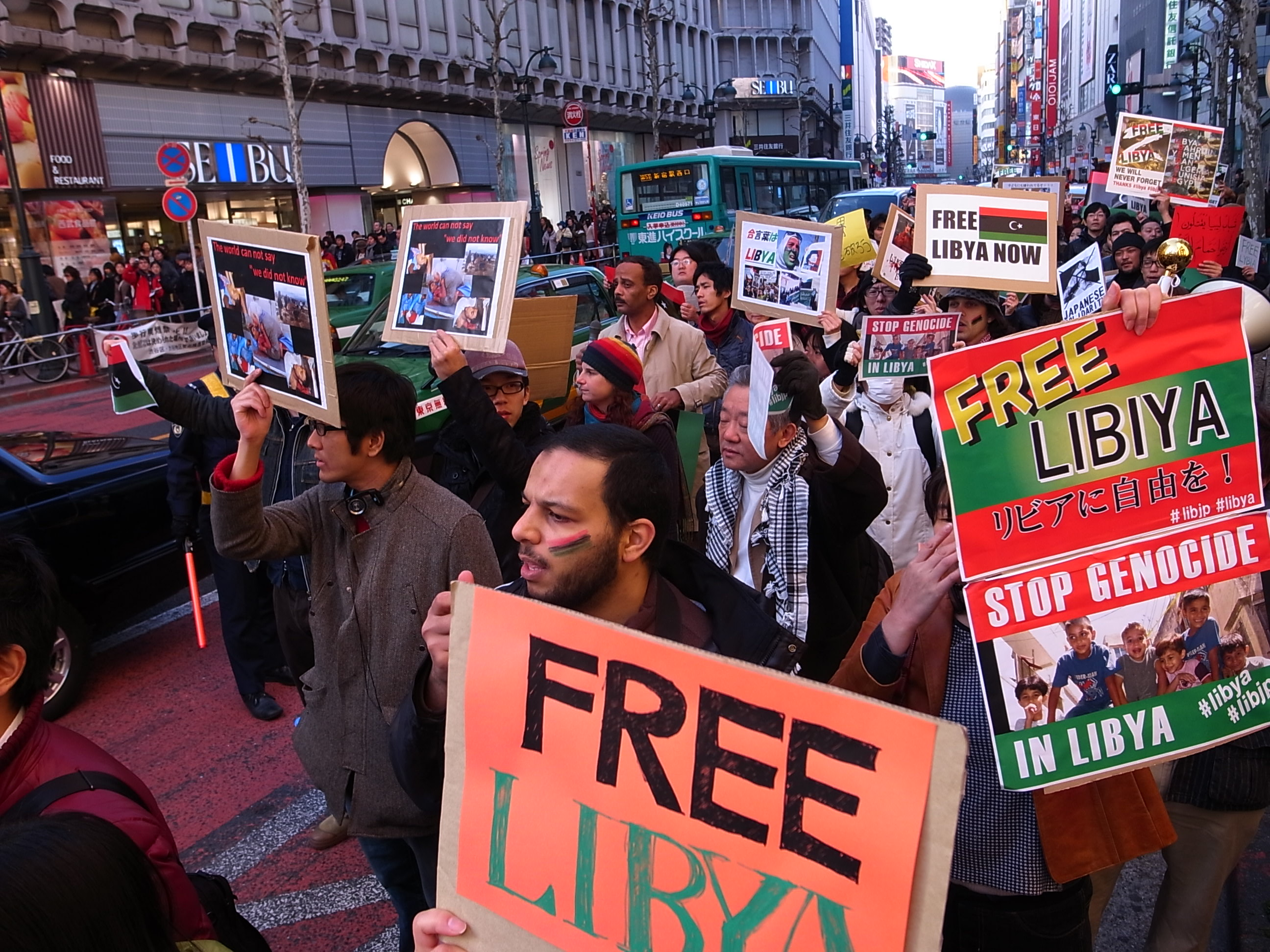
東京都渋谷区で反カダフィのデモを行う在日リビア人と親民主派の日本人。王政期の国旗を掲げている。2011年2月26日撮影

2011年、アラブの春を受けて反カダフィ勢力によって結成されたリビア国民評議会は反乱を起こし、2011年リビア内戦が勃発。民主化の弾圧を試みたムアンマル・アル＝カッザーフィー（カダフィ大佐）は国際的な批判に晒され、日本は安全保障理事会において採択されたリビアへの即時停戦を訴える国際連合安全保障理事会決議1970に従って、カダフィ及びその関係者に対し資産凍結ならびに武器の輸入の禁止といった経済制裁を実施、2度にわたってその対象者を拡大した。また、日本政府は幾度となく即時停戦を訴えてきた。駐日リビア大使館周辺では、カダフィ体制に反対する在日リビア人によるデモ行進も展開された。その後、リビア国民評議会の拠点となっているベンガジに外務省職員四名を調査員として派遣しリビア国民評議会への支持の立場を明確にすると、リビア国民評議会がトリポリを掌握して事実上カダフィ政権崩壊後、日本政府はこのリビアの再出発を歓迎している。
リビア国民評議会が正式政府として承認された後、日本政府はリビア・フレンズ会合に出席してリビア国民評議会のリビア代表権承認を後押しした。その後、経済制裁を段階的に解除し、人道に基づいた支援も実施。
しかし2014年には、リビア国民評議会から権限を委譲された世俗的なリビア国民代議院に対抗して、イスラーム過激派が勢力を増し内戦が勃発（2014年リビア内戦）。首都トリポリでも戦闘が行われ、イスラム系勢力によって結成された新国民議会が首都を制圧。リビア国民代議院は東部の港湾都市トブルクに退去して、二つの政府が並立する状態になった。また、ISILもリビアに進出し限定的な支配を固め、日本はこれを強く非難し、領土が解放された際には祝意を表明している。
2015年、リビア国民代議院と新国民議会の協議により、ファイズ・サラージを新首相とした統一政権を樹立する事で合意。しかしそれに反対してエジプトが支援するリビア国民軍やトルコが支援する国民救済政府が独立した勢力を築き、内戦が継続。日本政府は上記二勢力の武力行使を非難している。また、日本はおよそ7年ぶりに資産凍結などの経済制裁の対象を追加した。
このように日本はリビア情勢を注視しており、また一貫して民主的勢力（リビア国民評議会、リビア国民代議院、国民統一政府）を支持し続けている。

## 外交
リビアは現在まで紛争が続いているため政局も安定せず、要人往来も活発ではないのが実情である。日本要人としては、2012年の外務副大臣である山根隆治のリビア訪問が最後。
一方、リビア側の要人はアフリカ開発会議出席などのために訪日を続けており、2019年8月にはリビア国民統一政府の外相を務めるモハンマド・アル＝ターヘル・シヤーラが訪日を実施し、アフリカ開発会議に出席するとともに河野太郎と外相会談を実施した。またそれ以前にも、両者はエジプトで外相会談を実施し、日本側は中東の安定構築にはリビアは欠かせない存在である旨を述べている。

## 経済交流
アフリカ有数の豊かさを誇っていたが、2005年12月のDACリスト改訂に伴い、ODA対象国リストに追加され、2014年リビア内戦の勃発までは技術協力を実施。それ以降は経済援助を停止した状態にあったが、2018年度からABEイニシアティブによる留学生受け入れを決定。また2011年の内戦以降、国際機関を経由した支援は、2014～15年度を除いて継続的に実施。2018年度は、国連開発計画（241万米ドル）及び国際連合世界食糧計画（80万米ドル）を通じた経済復興及び食料支援を実施。
2018年のリビアの対日貿易は、輸出15.09億円に対し輸入35.37億円となっており、日本の黒字である。内戦による経済制裁の影響もあり、両国の経済規模に比べて貿易規模は小さい。
内戦前、石油天然ガス・金属鉱物資源機構（JOGMEC）とリビア国営石油会社NOCは、石油･天然ガス分野での技術協力を実施していたが、現在では凍結状態。新日本石油、国際石油開発帝石ホールディングス、石油資源開発といった日本企業五社がリビアに製油所建設の交渉を進めていたが、これも内戦により停止された。

## 文化交流
2011年の内戦以来、政府レベルでの文化交流・文化事業は行われていない。日本では「日本リビア友好協会」が設立され、国連制裁中でも両国の文化的交流促進に向け活動を続けていた。会長は小池百合子が務めている。
2007年、トリポリで第36回トリポリ国際見本市が開催。日本館も開設され、日本企業12社が参加。来場者は28万人と盛況に終わった。

## 外交使節

### 駐日リビア大使・書記

#### 駐日リビア大使
1. ハサン・エルハーディー・ブクレス（ハサン・ブクレス、1972年～、信任状捧呈は2月18日[49]）
  - （臨時代理大使）ベッテルマル某（1978～1980年）[50]

#### 駐日リビア人民事務所書記
- （代理書記）ベッテルマル某（留任、1980年～）[51]
- （代理書記）ターヒル・アリー・マルワーン（マルワン）[52][53]
- （代理書記）アリー・アシュタウィー・ムフタール（アリ・アシュタウィ・ムフタール）
- （代理書記）アリー・S・ハメルビタン（～2002年）
- 空席（2002～2004年）
- ムフターフ・ムハンマド・H・フェトゥーリー（ムフター・M・H・フェトゥーリー、2004～2007年[54]、信任状捧呈は4月9日[55]）
- （代理書記）アンナージャ・A・B・アンナージャ（2007～2010年）
- （代理書記）ジュマア・S・G・オウン（2010～2011年）

#### 駐日リビア大使
- （臨時代理大使）ジュマア・S・G・オウン（留任、2011～2012年）
- （臨時代理大使）アフマド・アブドルカリーム・サーレム・オウン（2012～2014年）
- アフマド・アブドルカリーム・サーレム・オウン（臨時代理大使と同一人物、2014～2017年、信任状捧呈は3月12日[56]）
- （臨時代理大使）アメッド・ムフター・ルフマ・ナイリ（2017～2021年）
- （臨時代理大使）セラージ・S・A・アルシュテウィ（2021～2022年）
- （臨時代理大使）アハメッド・S・A・アルナァース（2022年～）